# Pierre Moerlen's Gong Live
Pierre Moerlen's Gong Live is het enige livealbum dat deze groep heeft uitgegeven. Het bevat opnamen van concerten in Stadium Paris en The Venue II in Londen. Deze live-opnamen waren destijds een gevolg van het succes dat de band had met Gazeuse!, Expresso II en Downwind.

## Musici
- Pierre Moerlen - drums, percussie en string synthesizer;
- Hansford Rowe - basgitaar;
- Bon Logaza - gitaar;
- Francois Causse - percussie;
- Benoit Moerlen - percussie;
- Didier Malherbe - saxofoon;
- Mike Oldfield - gitaar op Downwind.

## Tracks
1. Downwind
2. Mandrake
3. Golden dilemma
4. Soli
5. Drum solo
6. Esnuria
7. Crosscurrents.

Crosscurrents bevat een fade-out, hetgeen ongebruikelijk is bij een livealbum. Tegelijkertijd moet men beseffen dat in de tijd dat het album werd uitgebracht de punk was doorgebroken en platenmaatschappijen hadden schrik van nummers die al te lang uitgesponnen werden.